# Nogomet na OI 2000.
Nogomet na Olimpijskim igrama u Sydneyu 2000. godine uključivao je natjecanja u muškoj i ženskoj konkurenciji. Za muške momčadi vrijedi pravilo da svi igrači moraju biti mlađi od 23 godine, uz dozvolu za tri starija igrača.

## Osvajači medalja

### Muški
| Zlato | Srebro | Bronca |
| --- | --- | --- |
| Kamerun Samuel Eto'o Serge Mimpo Clement Beaud Aaron Nguimbat Joel Epalle Modeste Mbami Patrice Abanda Nicolas Alnoudji Daniel Bekono Serge Branco Lauren Carlos Kameni Patrick Mboma Albert Meyong Daniel Ngom Kome Geremi Patrick Suffo Pierre Wome | ŠpanjolskaDavid Albelda Iván Amaya Miguel Ángel Angulo Daniel Aranzubia Joan Capdevila Jordi Ferron Gabriel García Xavier Hernández Jesus María Lacruz Albert Luque Carlos Marchena Felipe Ortiz Carles Puyol José María Romero Ismael Ruiz Raúl Tamudo Antonio Velamazán Unai Vergara | Čile Pedro Reyes Nelson Tapia Iván Zamorano Javier di Gregorio Cristian Álvarez Francisco Arrue Pablo Contreras Sebastián González David Henríquez Manuel Ibarra Claudio Maldonado Reinaldo Navia Rodrigo Núñez Rafael Olarra Patricio Ormazábal David Pizarro Rodrigo Tello Mauricio Rojas |

### Žene
| Zlato | Srebro | Bronca |
| --- | --- | --- |
| Norveška Gro Espeseth Bente Nordby Marianne Pettersen Hege Riise Kristin Bekkevold Ragnhild Gulbrandsen Solveig Gulbrandsen Margunn Haugenes Ingeborg Hovland Christine Bøe Jensen Silje Jørgensen Monica Knudsen Gøril Kringen Unni Lehn Dagny Mellgren Anita Rapp Brit Sandaune Bente Kvitland | SAD Brandi Chastain Joy Fawcett Julie Foudy Mia Hamm Kristine Lilly Tiffeny Milbrett Carla Overbeck Cindy Parlow Briana Scurry Lorrie Fair Michelle French Shannon MacMillan Siri Mullinix Christie Pearce Nikki Serlenga Danielle Slaton Kate Sobrero Sara Whalen | Njemačka Ariane Hingst Melanie Hoffmann Steffi Jones Renate Lingor Maren Meinert Sandra Minnert Claudia Mueller Birgit Prinz Silke Rottenberg Kerstin Stegemann Bettina Wiegmann Tina Wunderlich Nicole Brandebusemeyer Nadine Angerer Doris Fitschen Jeannette Goette Stefanie Gottschlich Inka Grings |